# Garuda Indonesia
Garuda Indonesia – narodowe linie lotnicze Indonezji (kod linii IATA: GA) obsługujące stałe połączenia pasażerskie i cargo pomiędzy macierzystym portem lotniczym Dżakarta-Soekarno-Hatta a lotniskami w Azji, Europie i Australii. Większość udziałów linii jest w posiadaniu rządu Indonezji. 
Od listopada 2014 Garuda Indonesia utrzymuje status pięciogwiazdkowego przewoźnika w rankingu Skytrax. Ponadto od tego samego roku linia należy do sojuszu SkyTeam.
Nazwa linii pochodzi od Garudy – mitycznego bóstwa w hinduizmie i buddyzmie tybetańskim, przedstawianego jako złoty lub czerwony orzeł o ciele człowieka, będący wierzchowcem boga Wisznu. Symbol widnieje również w godle Indonezji.

## Historia

### Powstanie
Początki Garuda Indonesia sięgają późnych lat 40., kiedy podczas rewolucji w Indonezji przeciwko zwierzchnictwu Holandii, linie obsługiwały specjalne loty Douglasem DC-3. Jako oficjalną datę powstania linii pod nazwą Garuda Indonesian Airways, uznaje się 26 stycznia 1949. Pierwszą maszyną był DC-3 znany jako Seulawah („Złota Góra”), zakupiony za 120 tys. dolarów malajskich przez lokalnych przedsiębiorców indonezyjskiego regionu Aceh. Podczas rewolucji linie wspierały interesy państwa, zapewniając transport przywódcom w czasie misji dyplomatycznych.
Rząd Mjanmy przyszedł z pomocą dla rozwijających się linii. Narodowy przewoźnik Mjanmy - Myanmar Airways International, wynajmował DC-3 do własnych lotów. W czerwcu 1956 linie Garuda wykonały pierwszy lot z pielgrzymami do Mekki z czterdziestoma pasażerami na pokładzie samolotu Convair 340.

### Lata 60: Rozwój i ekspansja
W lata 60. Garuda Indonesia wkroczyła z flotą 8 Convair 240, 8 Convair 340 i 8 Convair 440. W 1961 i pod koniec 1965 dołączyły 3 Convair 990 Coronado i 3 Lockheed L-188 Electra. W tym samym czasie utworzono trasę do Hongkongu, na międzynarodowe lotnisko Kai Tak. 28 sierpnia 1963 linie, dotychczas skupione na lotach krajowych i regionalnych, otworzyły połączenia do Europy - do Amsterdamu i Frankfurtu. W 1965 dodano Rzym i Paryż przez Bombaj i Kair, z użyciem ekskluzywnego samolotu Convair 990 Coronado. Tego samego roku rozpoczęto loty do chińskiego Kanton trasą przez kambodżańska stolicę Phnom Penh.
W 1965 dla Garuda Indonesia nastała era odrzutowa wraz z nabyciem Douglasa DC-8, który został włączony do służby na trasie do amsterdamskiego lotniska Schiphol przez Kolombo, Bombaj, Rzym i Pragę.

### Lata 70. i 80: Nowe samoloty
W latach 70. do floty Garuda Indonesia dołączyły maszyny McDonnell Douglas DC-9 i Fokker F28. W jednym momencie linie posiadały 42 Fokkery, stając się tym samym największym operatorem maszyn tego typu. W 1976 przewoźnik wprowadził Douglasa DC-10, w 1980 Boeinga 747-200, a w 1982 Airbusa A300-B4. Do 1984 Garuda Indonesia użytkowały 6 DC-10, 24 DC-9, 36 F-28 i 6 B747-200.

### Lata 90: Trudny czas
W 1991 Garuda Indonesia zakupiła 13 maszyn McDonnell Douglas MD-11, W 1994 weszły w posiadanie trzech Boeingów 747-400 (dwa prosto od producenta, a jeden od brazylijskich linii Varig) i Airbusa A330-300. W tym czasie linie odnotowały dwie katastrofy lotnicze - na lotnisku w japońskim mieście Fukuoka podczas startu rozbił się DC-10, a zaledwie rok później w mieście Medan w wyniku największej katastrofy w historii Indonezji życie straciły 234 osoby. Również w 1997 roku, z powodu azjatyckiego kryzysu finansowego Garuda Indonesia zostały zmuszone do redukcji połączeń, co zbiegło się z wydarzeniami kolejnych lat, kiedy ruch turystyczny do krajów azjatyckich znacznie zmalał, przez takie wydarzenia jak: ataki na World Trade Center w 2001, zamachy bombowe na Bali w 2002 czy trzęsienie ziemi na Oceanie Indyjskim w 2004.

### 2000–2009: Utracona reputacja i zakaz lotów do Europy
W 2001 Garuda Indonesia otworzyła filię, tanie linie lotnicze Citilink, do obsługi lotów krajowych z pomocą pięciu samolotów Fokker F28. W 2007 Unia Europejska wydała przewoźnikowi zakaz lotów nad Europą, jak również pozostałym indonezyjskim liniom lotniczym, w następstwie katastrofy Boeinga 737-400. Przewodniczący Europejskiej Komisji Bezpieczeństwa Lotów Federico Grandini zapowiedział rozpatrzenie zakazu. W sierpniu 2007 minister transportu Indonezji ogłosił, że Unia Europejska powinna zdjąć zakaz lotów w okolicach października. Ostatecznie zakaz został odwołany w lipcu 2009, zarówno dla Garuda Indonesia, jak i trzech innych linii lotniczych.

### 2009 do teraz: Odrodzenie
Po skreśleniu linii z czarnej listy linii lotniczych Garuda Indonesia ogłosiły intensywny pięcioletni plan rozwoju zawierający m.in. zmianę logo, malowania samolotów, uniformów załogi, podwojenie liczby maszyn z 62 do 116, zwiększenie ilości międzynarodowych tras z 41 do 62.
W 2010, podczas Air Show w Farnborough Garuda ogłosiła zamówienie sześciu dodatkowych samolotów A330-200.

## Flota
Według stanu na kwiecień 2025 flota Garuda Indonesia składała się z 78 samolotów o średnim wieku 13,1 lat:
| Samolot          | Samolot | Samolot   | Liczba miejsc | Liczba miejsc | Liczba miejsc | Liczba miejsc | Uwagi              |
| Model            | Aktywne | Zamówione | F             | B             | E             | Łącznie       | Uwagi              |
| ---------------- | ------- | --------- | ------------- | ------------- | ------------- | ------------- | ------------------ |
| Airbus A330-200  | 3       | -         | -             | 36            | 186           | 222           |                    |
| Airbus A330-200  | 3       | -         | -             | 18            | 242           | 260           |                    |
| Airbus A330-300  | 17      | -         | -             | 36            | 215           | 251           |                    |
| Airbus A330-300  | 17      | -         | -             | 24            | 263           | 287           |                    |
| Airbus A330-300  | 17      | -         | -             | 12            | 365           | 377           |                    |
| Airbus A330-300  | 17      | -         | -             | -             | 360           | 360           |                    |
| Airbus A330-300  | 2       | -         |               |               |               |               | Konfiguracja cargo |
| Airbus A330-900  | 3       | 2         | -             | 24            | 277           | 301           |                    |
| Boeing 737-800   | 45      | 21        | -             | 12            | 150           | 162           |                    |
| Boeing 737-800   | 45      | 21        | -             | 8             | 168           | 176           |                    |
| Boeing 777-300ER | 8       | 2         | 8             | 38            | 268           | 314           |                    |
| Boeing 777-300ER | 8       | 2         | -             | 26            | 367           | 393           |                    |
| Łącznie          | 78      | 25        |               |               |               |               |                    |

## Porty docelowe
Garuda Indonesia obsługują następujące trasy.
| Państwo                      | Miasto         | Port lotniczy                                           |
| ---------------------------- | -------------- | ------------------------------------------------------- |
| Australia i Oceania          |                |                                                         |
| Australia                    | Melbourne      | Port lotniczy Melbourne                                 |
| Australia                    | Perth          | Port lotniczy Perth                                     |
| Australia                    | Sydney         | Port lotniczy Sydney                                    |
| Azja                         |                |                                                         |
| Arabia Saudyjska             | Dżudda         | Port lotniczy Dżudda                                    |
| Arabia Saudyjska             | Rijad          | Port lotniczy Rijad                                     |
| Arabia Saudyjska             | Dammam         | Port lotniczy Dammam                                    |
| Chiny                        | Kanton         | Port lotniczy Guangzhou                                 |
| Chiny                        | Pekin          | Port lotniczy Pekin                                     |
| Chiny                        | Szanghaj       | Port lotniczy Szanghaj-Pudong                           |
| Hongkong                     | Hongkong       | Port lotniczy Hongkong                                  |
| Indonezja                    | Banda Aceh     | Port lotniczy Banda Aceh                                |
| Indonezja                    | Medan          | Port lotniczy Medan-Polonia                             |
| Indonezja                    | Pekanbaru      | Port lotniczy Pekanbaru                                 |
| Indonezja                    | Batam          | Port lotniczy Batam-Hang Nadim                          |
| Indonezja                    | Padang         | Port lotniczy Padang                                    |
| Indonezja                    | Palembang      | Port lotniczy Palembang                                 |
| Indonezja                    | Pangkal Pinang | Port lotniczy Pangkal Pinang                            |
| Indonezja                    | Bandar Lampung | Port lotniczy Bandar Lampung-Radin Inten II             |
| Indonezja                    | Jambi          | Port lotniczy Jambi                                     |
| Indonezja                    | Dżakarta       | Port lotniczy Dżakarta-Soekarno-Hatta                   |
| Indonezja                    | Yogyakarta     | Port lotniczy Yogyakarta-Adisucipto                     |
| Indonezja                    | Surakarta      | Port lotniczy Surakarta-Adisumarmo                      |
| Indonezja                    | Semarang       | Port lotniczy Semarang-Achmad Yani                      |
| Indonezja                    | Surabaja       | Port lotniczy Surabaja-Juanda                           |
| Indonezja                    | Malang         | Port lotniczy Malang                                    |
| Indonezja                    | Denpasar       | Port lotniczy Denpasar                                  |
| Indonezja                    | Mataram        | Port lotniczy Mataram-Selaparang                        |
| Indonezja                    | Makasar        | Port lotniczy Makasar                                   |
| Indonezja                    | Manado         | Port lotniczy Sam Ratulangi                             |
| Indonezja                    | Palangka Raya  | Port lotniczy Palangkaraya-Tjilik Riwut                 |
| Indonezja                    | Pontianak      | Port lotniczy Pontianak-Supadio                         |
| Indonezja                    | Banjarmasin    | Port lotniczy Banjarmasin                               |
| Indonezja                    | Balikpapan     | Port lotniczy SAMS                                      |
| Indonezja                    | Kupang         | Port lotniczy Kupang-El Tari                            |
| Indonezja                    | Biak           | Port lotniczy Biak-Frans Kaisiepo                       |
| Indonezja                    | Jayapura       | Port lotniczy Jayapura-Sentani                          |
| Indonezja                    | Timika         | Port lotniczy Timika                                    |
| Indonezja                    | Ambon          | Port lotniczy Ambon                                     |
| Indonezja                    | Ternate        | Port lotniczy Ternate-Babullah                          |
| Indonezja                    | Palu           | Port lotniczy Palu-Mutiara                              |
| Japonia                      | Tokio          | Port lotniczy Narita                                    |
| Japonia                      | Nagoja         | Port lotniczy Chūbu                                     |
| Japonia                      | Osaka          | Port lotniczy Kansai                                    |
| Korea Południowa             | Seul           | Port lotniczy Seul-Inczon                               |
| Malezja                      | Kuala Lumpur   | Port lotniczy Kuala Lumpur                              |
| Singapur                     | Singapur       | Port lotniczy Singapur-Changi                           |
| Tajlandia                    | Bangkok        | Port lotniczy Bangkok-Suvarnabhumi                      |
| Zjednoczone Emiraty Arabskie | Dubaj          | Port lotniczy Dubaj                                     |
| Europa                       |                |                                                         |
| Holandia                     | Amsterdam      | Port lotniczy Amsterdam-Schiphol                        |
| Wielka Brytania              | Londyn         | Port lotniczy Londyn-Heathrow (do 28 października 2018) |